# Tremoleta
Tremoleta fou un trobador català esmentat per Pèire de Vic, també conegut com a lo monge de Montaudon, en la seva sàtira de trobadors contemporanis (c. 1195). No n'ha sobreviscut cap obra, però molts erudits han suggerit identificar-lo amb un dels trobadors coneguts. El Monge de Montaudon proporciona la informació següent:
| « | E.N Tremoleta·l catalas que fai sonez levez e plas, e sos chantars es de nien; e tenh son cap con fai auras: ben a trent'ans que for'albas si no fos pel negre ongnimen. | » |
| — I el senyor Tremoleta el català qui compon melodies lleugeres i senzilles, i el cant del qual no és res; i amb el cap tenyit com el dels ximples: des de fa trenta anys ha tingut el pèl blanc si no fos per l'ungüent negre. | |   |

És evident que Tremoleta era un home vell quan el Monge se’n va burlar. Si és així, la seva carrera de compositor probablement pertany a mitjan segle XII. Manuel Milà i Fontanals, llegint la primera línia com a Moleta·l catalas, va proposar que Tremoleta fos el Mola que intercanvià coblas en tençó amb Guilhem Raimon. Al segle xviii, Giovanni Mario Crescimbeni, assumint que Catala era el seu cognom, va identificar Tremoleta amb Arnaut Catalan. Martí de Riquer i Morera rebutja tot aquestes teories.
Hi ha una cançó obscena, U fotaires que no fo amoros amb una rúbrica rúbrica Giulio Bertoni llegí com a tbolet i que identificà com a referent a Tremoleta, però Alfred Jeanroy la llegeix com a "Tribolet".